# Laugharne
Laugharne (en gallois :Talacharn) est une ville située sur l'estuaire de la Tâf, dans le comté du Carmarthenshire au pays de Galles.
Elle est connue pour avoir été la résidence du poète Dylan Thomas de 1949 à sa mort en 1953.
Le nom originel de la ville était Abercorran mais il a été changé en Laugharne après la guerre civile, en l'honneur de Rowland Laugharne (en), un officier local qui commandait une armée parlementaire.

## Source
- (en) Cet article est partiellement ou en totalité issu de l’article de Wikipédia en anglais intitulé « Laugharne » (voir la liste des auteurs).